# Parafia św. Jana Kantego w Jaworznie-Niedzieliskach
Parafia Świętego Jana Kantego w Jaworznie Niedzieliskach – rzymskokatolicka parafia, położona w dekanacie jaworznickim NMP Nieustającej Pomocy, diecezji sosnowieckiej, metropolii częstochowskiej w Polsce, erygowana w 1986 roku. Do 1992 należała do archidiecezji krakowskiej.